# Pont d'Erkkilä
Le pont d'Erkkilä (finnois : Erkkilän silta) est un pont reliant les quartiers Tammela et Jussinkylä dans le centre de Tampere en Finlande

## Présentation
Le pont d'Erkkilä, dont la construction s'est achevé en 1983, est situé dans le centre de Tampere.
Il enjambe la zone de triage au nord de la gare de Tampere
.
Le pont est un pont bow-string à poutres d'acier d'une portée de 42 mètres. 
Les supports en pierres du pont proviennent du pont précédent, construit en 1963 au même endroit.

## Galerie

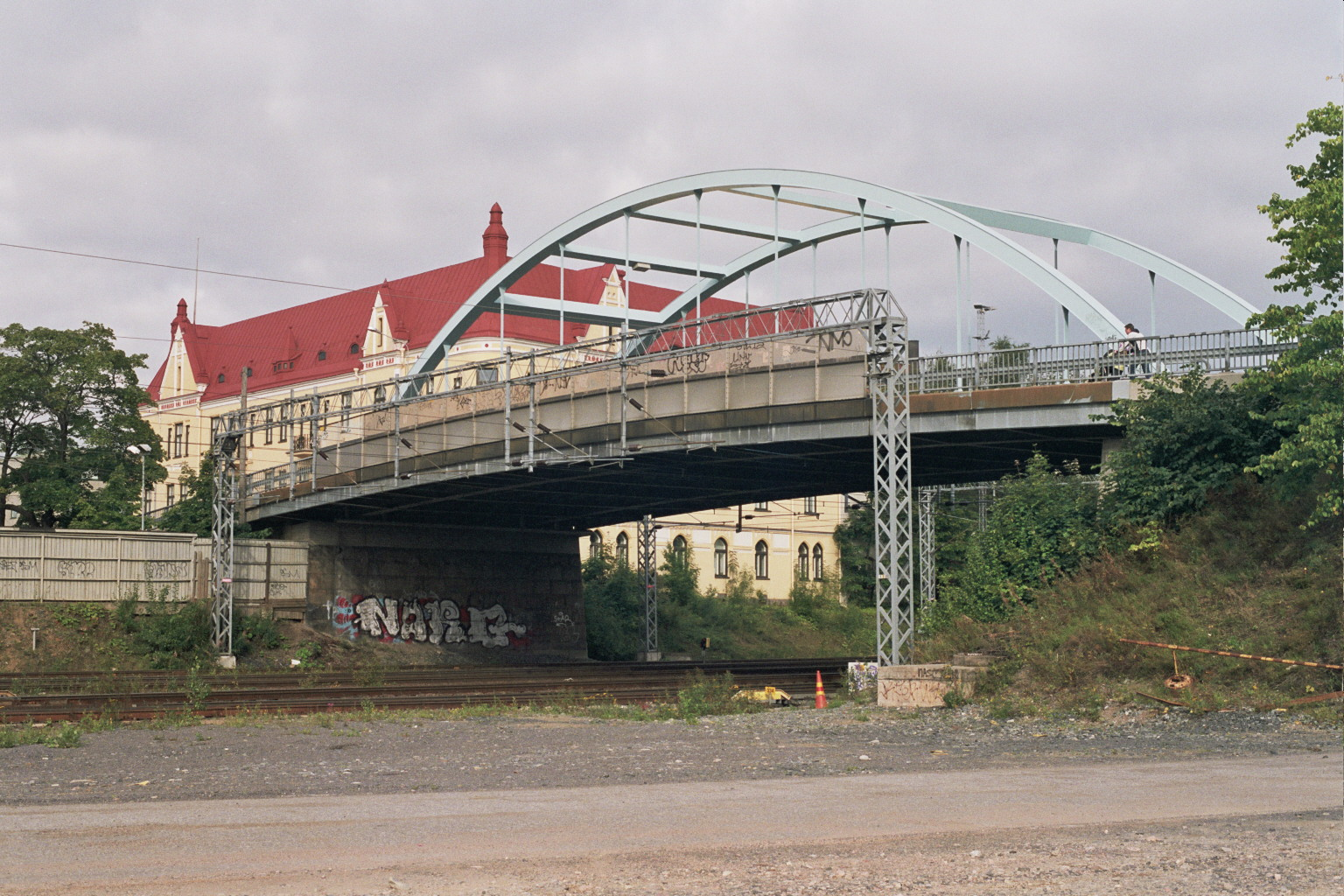
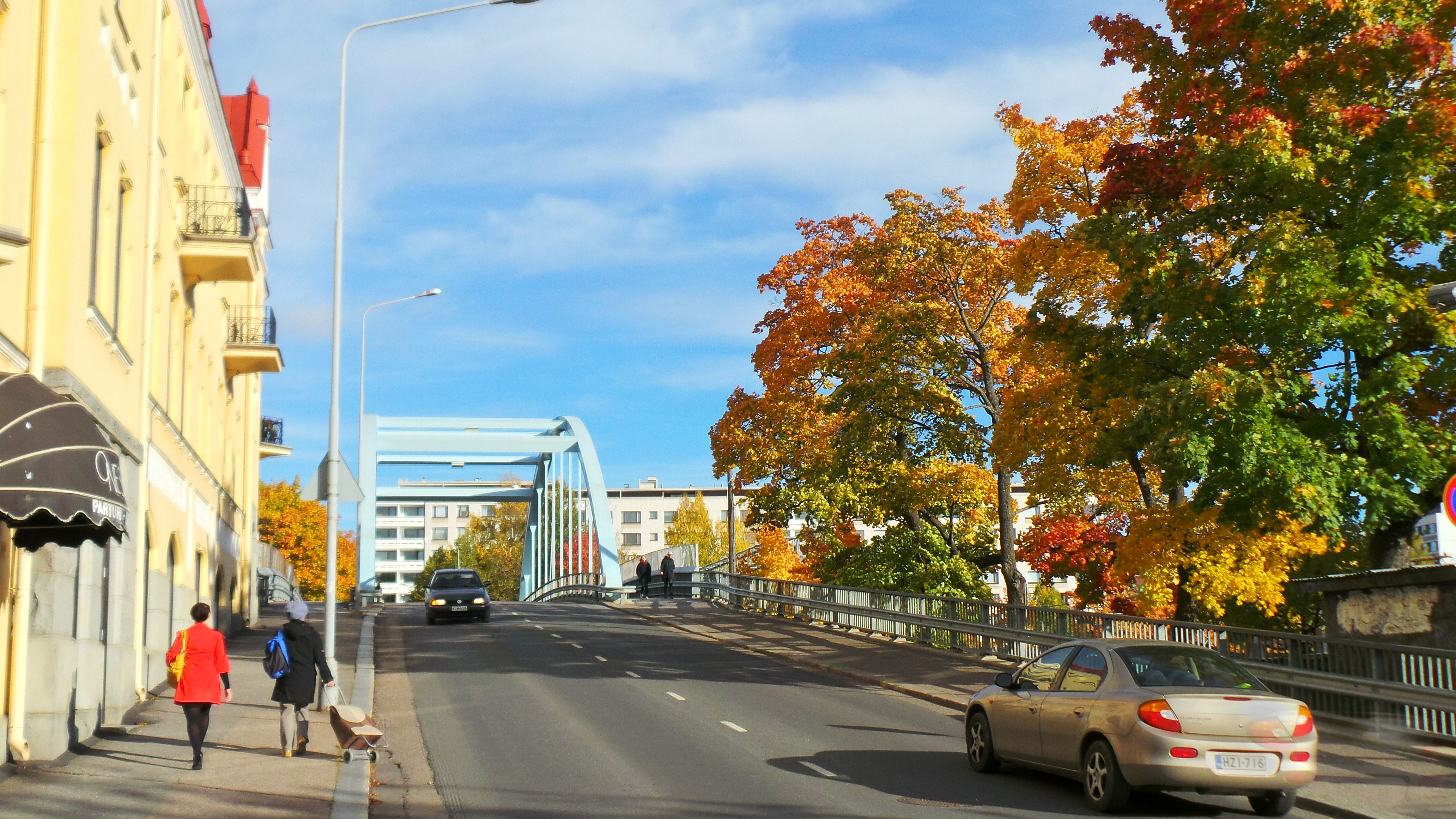
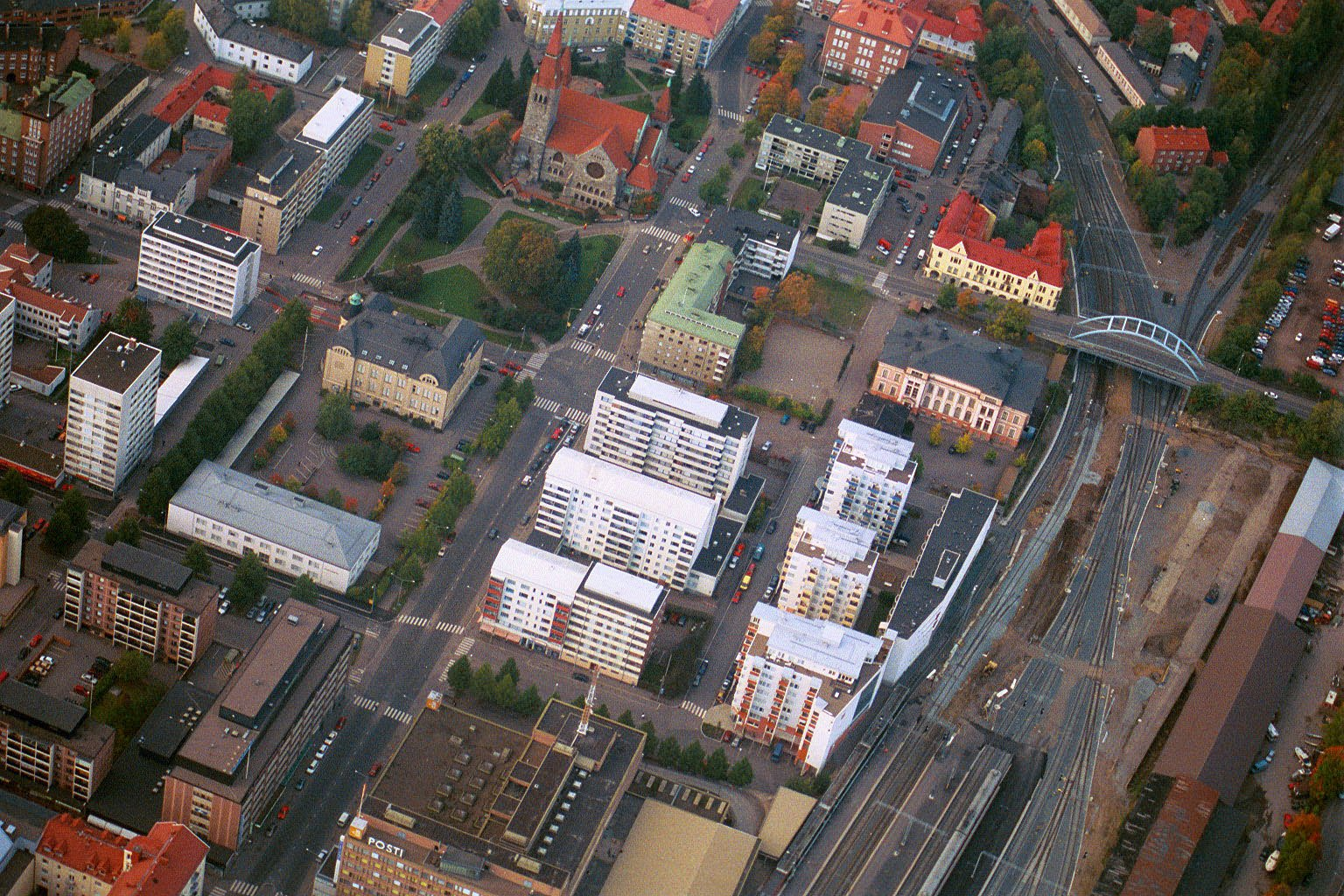
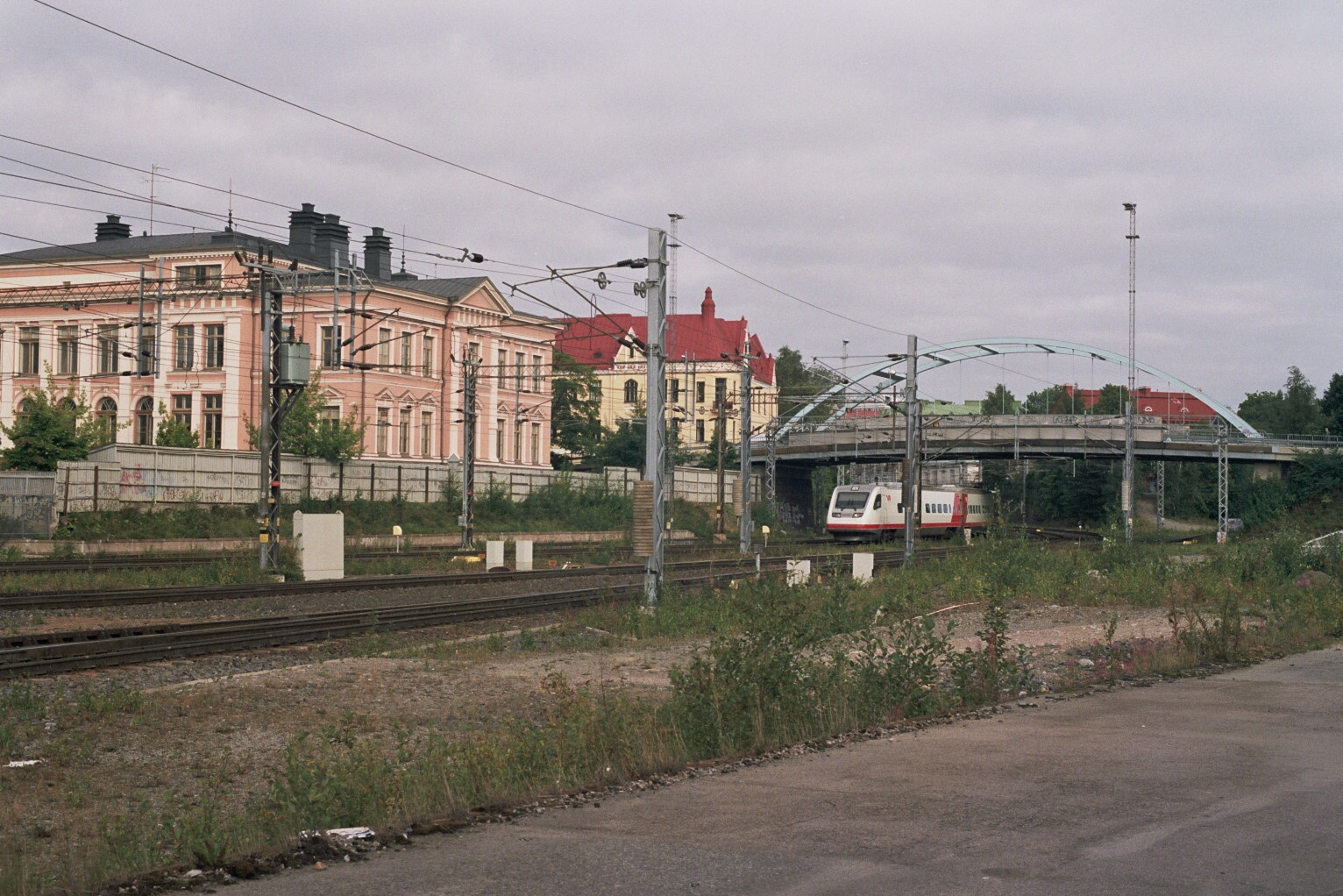
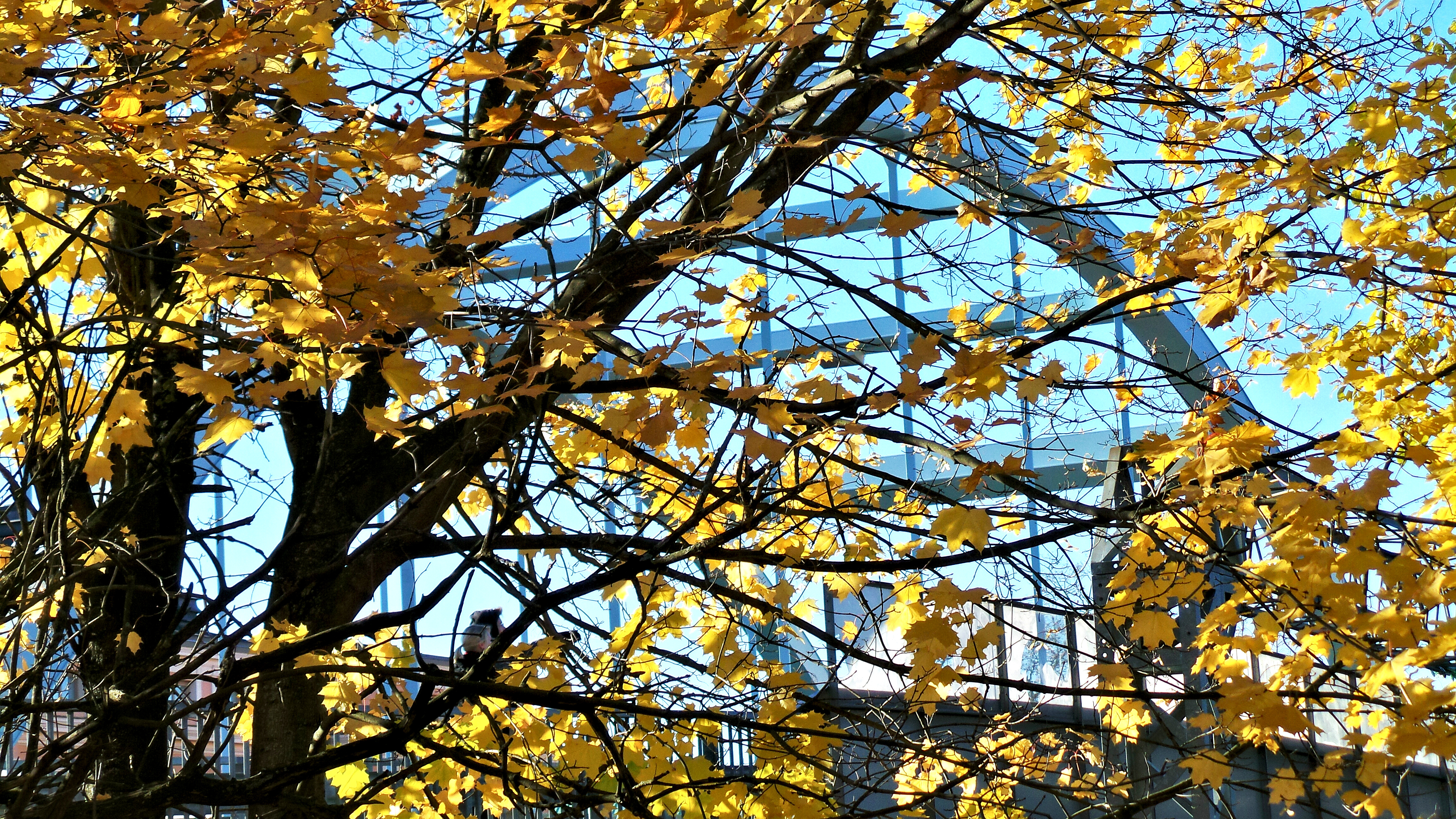